# Diómedes Olivo
Diómedes Antonio Olivo Maldonado, conocido como "Guayubín" (22 de enero de 1919 - 15 de febrero de 1977) fue un lanzador dominicano que jugó en las Grandes Ligas de Béisbol. Olivo lanzó alrededor de tres temporadas en las Grandes Ligas, entre 1960 y 1963, para los Piratas de Pittsburgh y los Cardenales de San Luis. Antes de su carrera en Grandes Ligas, Olivo pasó muchos años jugando en su país natal.
Olivo debutó con los Piratas de Pittsburgh a los 41 años el 5 de septiembre de 1960, siendo el beisbolista que inicia con más edad en MLB después de Satchel Paige.
Olivo fue el hermano mayor del también lanzador Chi-Chi Olivo, y padre del lanzador Gilberto Rondón. Falleció en Santo Domingo el 15 de febrero de 1977.

## Historial
En 1946 se celebraron en Barranquilla, Colombia, los V Juegos Centroamericanos y del Caribe y en la disciplina de béisbol participaron los siguientes peloteros: Vicente Scarpatte, Gallego Muñoz, y Tetelo Vargas, el mismo Olivo, entre otros. El dirigente del equipo era Sonny Alvarado. El torneo finalizó con Colombia y República Dominicana empatados en el primer lugar, y conforme al reglamento, debían jugar un juego extra para definir, pero República Dominicana no se presentó y Colombia obtuvo la medalla de oro por forfeited. Ese mismo día el equipo dominicano viajó en avión de regreso a su país. 
Sin embargo, de aquel equipo desertaron y se quedaron en Colombia algunos beisbolistas junto con su mánager Alvarado, quienes fueron incorporados a una factoría textil que existía para esa época llamada Filtta de Barranquilla, que tenía un equipo aficionado de béisbol en primera categoría.
A raíz de la deserción de los beisbolistas dominicanos, circuló la versión de que Sonny Alvarado no solamente cumplía las funciones de mánager, sino que pertenecía a la policía secreta del dictador Rafael Leónidas Trujillo, con la misión de vigilar que los beisbolistas dominicanos no fueran a desertar de su país. 
Diómedes Olivo, Vicente Scarpatte, Gallego Muñoz y Tetelo Vargas, junto con el mánager Alvarado, además de otro dominicano que vivía en Barranquilla desde antes, llamado Canín Zabala, fueron la base de un profesionalismo que se desarrolló en Colombia desde 1948. En estos campeonatos jugaron con muy buen éxito muchos beisbolistas dominicanos, entre los que se encuentran a los hermanos Andrés y Luis Carlos Báez, el lanzador zurdo Luis Castro, entre otros.
Participó en las Grandes Ligas, siendo firmado como amateur en el año 1955 por el equipo Cincinnati Redlegs. Su actuación en las ligas mayores fue breve, ya que solamente participó en dos temporadas con los Piratas de Pittsburgh y una con los Cardenales de San Luis.
Sin embargo, en la Liga Dominicana, militando con los Tigres del Licey tuvo excelentes actuaciones, llegándosele a bautizar como "La Montaña Noroestana". también jugó para los Leones del Escogido.

## Liga Colombiana de Béisbol Profesional
- Campeón: (1) 1949 (Filtta de Barranquilla)
- Más ponches: (2) 1948 con 31 SO y 1949 con 52 SO (Filtta de Barranquilla)